# Pseudohelcon nigripennis
Pseudohelcon nigripennis är en stekelart som beskrevs av Josef Fahringer 1941. Pseudohelcon nigripennis ingår i släktet Pseudohelcon och familjen bracksteklar. Inga underarter finns listade i Catalogue of Life.